# Peter Jehle

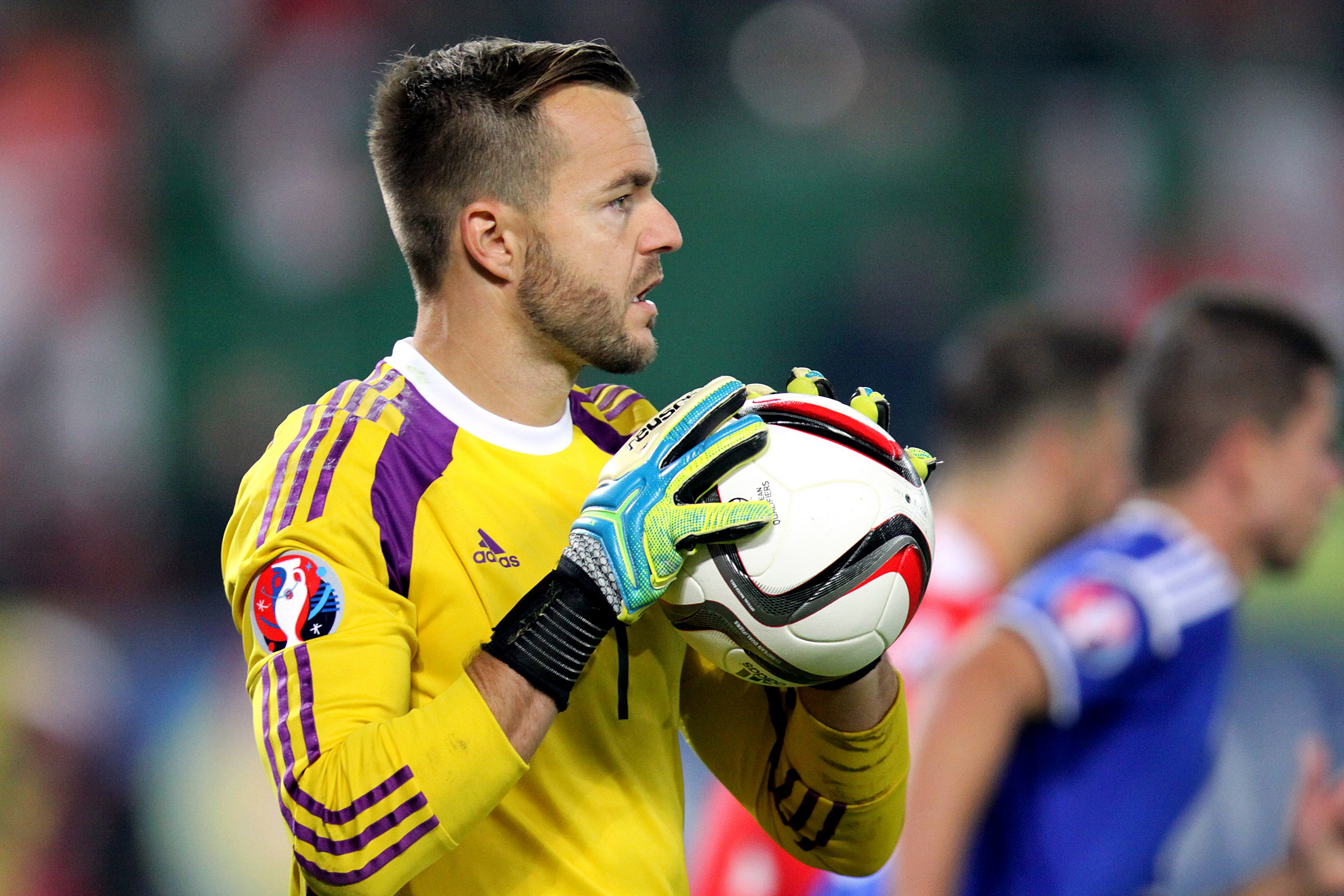
Peter Jehle

Peter Karl Jehle (n.22 ianuarie 1982, Schaan) este un jucător profesionist de fotbal care joacă pentru FC Vaduz pe postul de portar.

## Cariera de club
Din 2000 până în 2006, Jehle a jucat la clubul elvețian Grasshopper, după ce a jucat doi ani pentru FC Schaan.Întâmplător, la cel de al doilea club, 25 dintre meciurile din ligă au venit între vârstele de 18-20 de ani.
După 6 ani petrecuți în Liechtenstein, el s-a transferat la clubul portughez Boavista F.C., unde a devenit titular abia din al doilea sezon.După ce clubul a fost implicat într-un scandal de corupție el a plecat în 2008 la clubul de liga a doua franceză Tours FC.
După un singur sezon petrecut în Franța el s-a întors în Elveția la FC Vaduz.

## Cariera internațională
La doar 16 ani, Jehle debuta în naționala Liechtensteinului în prima victorie oficială a echipei naționale, într-un meci contra Azerbaijanului, iar de atunci este titular incontestabil pentru naționala sa.